# Log, Škofiče
Log (nemško Auen) je naselje v Občini Škofiče v Okraju Celovec-dežela na Koroškem v Avstriji.